# 동양 고대의 교육
동양 고대의 교육에 대해 설명한다.
동양에서 교육이 처음 시작된 것은 나라에 따라서 현저한 차이가 있었다. 또 동아시아 각국은 중국의 영향을 받아 고대교육이 시작되었으나, 인도에서는 독자적인 교육이 일찍부터 실시되었다.

## 중국
중국의 고대교육은, 전설상으로는 더 거슬러 올라갈 수도 있겠으나, 유교의 고전문헌 등으로 추측해 볼 때, 확실한 교육이 실시된 것은 주(周)대 이후부터라고 할 수 있다. 주대에는 귀족의 교육을 위해서 '대학(大學)'과 '소학(小學)'을 건립하였으며, 극히 제한된 범위 내에서 서민도 대학에의 입학이 허락되었던 듯하다. 소학의 교육내용은 수신(修身)적인 내용, 지식적인 내용, 체육적인 내용 등으로서 전인적인 교육이었으며, 특히 수신적인 내용이 중시되었다. 대학의 교육 내용은 정심성의(正心誠意)·수기치인(修己治人)·격물치지(格物致知)와 6예(六藝) 등, 말하자면 현인(賢人) 정치인을 양성하기 위한 교육이었다. 춘추전국시대에는 사회가 극심한 변동을 겪는 사이에 하층귀족이 몰락하여 서민과 융합함에 따라 서민도 지식을 접할 수 있게 되었다. 또 당시는 뚜렷한 사상적 지도이념이 없었으므로 사상의 연구가 활발하였으며, 각국에서는 유능한 인재를 경쟁적으로 등용하였기 때문에 사상계는 급격한 발전을 가져왔다. 이 시대에는 서주(西周)시대에 볼 수 있었던 '관학'은 유명무실한 실정이었고, 그 대신 각각의 사상학파(百家思想)가 자기 파의 사상 전수를 목적으로 '사학(私學)'을 개설한 것이 중국 정신문화의 황금시대를 출현시킨 계기가 되었다. 그 중에서도 유가(儒家)와 묵가(墨家)는 이 시대 사학의 대표였다. 즉 유가의 개조인 공자(孔子)는 중국 역사상 제일 먼저 사학을 개설하여 제자를 교육하였는데, 3천여 제자를 모두 각 개인의 능력에 따라 장점을 개발할 수 있는 '특기교육'을 실시하였다고 한다. 그 결과 유능한 제자 72명이 배출되어 전국시대에 각국에 등용되었다. 또 묵가에서도 사학을 개설하여 체계적인 교육을 실시하였다. 춘추 전국시대에 발생한 백가사상은 진시황(秦始皇)의 '분서갱유(焚書坑儒)'로 인하여 잠시 정체기를 맞았다. 그러다가 한(漢)의 무제(武帝) 시대에 이르러 동중서(董仲舒)가 내세운 유가의 '명분론(名分論)'이 당시의 시의(時宜)에 맞았으므로 정통사상으로 채택되었다. 그리하여 중앙에 관학인 '태학(太學)'이 설립되고, 오경박사를 임명하여 유교경전을 교육하였다. 전한시대에 경학은 주로 '금문(今文)'이었으나 전한 말기부터는 금문과 '고문(古文)'파에서 경쟁적으로 경학을 연구하였으므로 그 결과 중국의 고전학문으로서의 한학(漢學)이 출현하게 된 것이다. 한대에는 관학뿐 아니고 '사학'도 크게 발전하였다. 사학에서는 각기 가법(家法) 및 사법(師法)을 존중하면서 학자들이 독특한 방법으로 문인(門人)들을 교육하였다.

## 인도
한편 인도에서는 베다(veda)시대 이후 계급적이고 종교적인 성격이 강한 고대교육이 시작되었다. 먼저 제1계급인 브라만계층은 자기 계층의 전통과 종교의식의 전수를 목적으로 교육을 실시하였다. 그러나 특별히 교육기관을 설립한 것은 아니었고 사가(師家)에 가서 교육을 받았다. 교육방법은 베다의 암송, 제식(祭式)의 학습, 명상(冥想), 금욕 훈련 등이었는데, 특히 베다의 학습에는 세밀한 규정을 만들어 그대로 실시되었다. 그 결과 독법(讀法)·발음학·음성학·음률학·초보적 문법·어원학 등이 발달할 수 있었다. 또 금욕의 방법으로 8가지 단계의 요가(yoga)가 행해지기도 하였다. 한편 제2계급인 크샤트리아(왕족)는 그들의 임무가 정치와 전쟁이었으므로 병학(兵學)과 전술을 익힐 수 있는 교육이 실시되었으며, 본인의 희망에 따라서는 베다의 학습도 허락되었다. 또 제3계급인 바이샤는 천직(天職)인 농업·목축·상업을 길드적으로 전수시킬 뿐이었다. 기원전 5세기 후반에 불교가 등장하면서부터는 불교적인 교육이 시작되었다. 교육 대상은 계급적인 면을 배제하여 4민 평등 원칙이었고, 더욱이 남녀의 구별도 두지 않았다. 다만 불교식의 교육방법은 브라만교의 방법을 모방한 점이 많았다. 교육 장소는 특별히 지정되어 있지 않고 나무 아래 혹은 동굴 등 적당한 지역에서 실시되었으나 차차 사원이 건축되어 그곳을 이용하게 되었다.

## 일본
일본의 고대교육은, 그 이전의 내용은 분명하지 않고, '다이카 개신(大化改新)' 이후에야 확실한 내용을 가진 학제가 나타났다. 즉 중국 당(唐)의 '율령제도'를 모방하는 과정에서, 관리를 양성하기 위해 당의 학제를 모방하여 관학을 개설하였던 것이다. 중앙에는 한개의 '대학료(大學寮)'를 설치하였고, 지방에는 각국에 '국학(國學)'을 개설하였다. 또 관리 임용제도도 당의 과거제도를 모방해서 '공거제(貢擧制)'를 실시하였다. 그러므로 이 시기의 학문내용은 유교주의였으며, 따라서 일본 고대와 중세의 훈고적 학풍은 이 '대보령의 학제'에서 유래된 것이었다.

## 같이 보기
- 서양 고대의 교육